# Nya Zeeland i olympiska sommarspelen 1976
Nya Zeeland deltog i de olympiska sommarspelen 1976 med en trupp bestående av 80 deltagare, 71 män och nio kvinnor, vilka deltog i 52 tävlingar i 13 sporter. Landet slutade på artonde plats i medaljligan, med två guldmedaljer och fyra medaljer totalt.

## Medaljer

### Guld
- John Walker - Friidrott, 1 500 m
- Nya Zeelands herrlandslag i landhockey - Landhockey, Herrarnas turnering

### Silver
- Dick Quax - Friidrott, 5 000 m

### Brons
- Trevor Coker, Simon Dickie, Peter Dignan, Athol Earl, Tony Hurt, Alex McLean, Dave Rodger, Ivan Sutherland, och Lindsay Wilson - Rodd, Herrarnas åtta

## Brottning
Bantamvikt, fristil
- Barry Oldridge
  - Första omgången — Förlorade mot  Risto Darlev (YUG)
  - Andra omgången — Förlorade mot  Georgios Hatziioannidis (GRE)

Mellanvikt, fristil
- David Aspin
  - Första omgången — Förlorade mot  Chimidiin Gochoosüren (MGL)
  - Andra omgången — Förlorade mot  Masaru Motegi (JPN)

## Boxning
Lätt weltervikt
- Robert Colley
  - Första omgången — Förlorade mot  Valerij Limasov (URS)

Weltervikt
- David Jackson
  - Första omgången — Vann mot  Fredj Chtiqui (TUN)
  - Andra omgången — Förlorade mot  Valerij Rachkov (URS)

## Friidrott
Damer
Bana och väg
| Idrottare           | Gren    | Heat     | Heat      | Kvartsfinal | Kvartsfinal | Semifinal        | Semifinal        | Final            | Final            |
| Idrottare           | Gren    | Resultat | Placering | Resultat    | Placering   | Resultat         | Placering        | Resultat         | Placering        |
| ------------------- | ------- | -------- | --------- | ----------- | ----------- | ---------------- | ---------------- | ---------------- | ---------------- |
| Sue Jowett          | 100 m   | 11.70    | 3 Q       | 11.81       | 8           | Gick inte vidare | Gick inte vidare | Gick inte vidare | Gick inte vidare |
| Sue Jowett          | 200 m   | 24.12    | 2 Q       | 24.23       | 8           | Gick inte vidare | Gick inte vidare | Gick inte vidare | Gick inte vidare |
| Anne Garrett-Audain | 800 m   | 2:05.78  | 7         | i.u.        | i.u.        | Gick inte vidare | Gick inte vidare | Gick inte vidare | Gick inte vidare |
| Anne Garrett-Audain | 1 500 m | 4:10.68  | 7         | i.u.        | i.u.        | Gick inte vidare | Gick inte vidare | Gick inte vidare | Gick inte vidare |
| Dianne Zorn-Rodger  | 1 500 m | 4:12.81  | 7         | i.u.        | i.u.        | Gick inte vidare | Gick inte vidare | Gick inte vidare | Gick inte vidare |

Herrar
Bana och väg
| Idrottare      | Gren           | Heat     | Heat      | Semifinal        | Semifinal        | Final            | Final            |
| Idrottare      | Gren           | Resultat | Placering | Resultat         | Placering        | Resultat         | Placering        |
| -------------- | -------------- | -------- | --------- | ---------------- | ---------------- | ---------------- | ---------------- |
| John Walker    | 800 m          | 1:47.63  | 5         | Gick inte vidare | Gick inte vidare | Gick inte vidare | Gick inte vidare |
| John Walker    | 1 500 m        | 3:36.87  | 1 Q       | 3:39.65          | 1 Q              | 3:39.17          | 1                |
| Dick Quax      | 5 000 m        | 13:30.85 | 1 Q       | i.u.             | i.u.             | 13:25.16         | 2                |
| Rod Dixon      | 5 000 m        | 13:20.48 | 2 Q       | i.u.             | i.u.             | 13:25.50         | 4                |
| Dick Quax      | 10 000 m       | 28:56.92 | 9         | i.u.             | i.u.             | Gick inte vidare | Gick inte vidare |
| Jack Foster    | Maraton        | i.u.     | i.u.      | i.u.             | i.u.             | 2:17:53          | 17               |
| Kevin Ryan     | Maraton        | i.u.     | i.u.      | i.u.             | i.u.             | DNF              | DNF              |
| Euan Robertson | 3 000 m hinder | 8:26.31  | 5 Q       | i.u.             | i.u.             | 8:21.08          | 6                |

Fältgrenar
| Idrottare      | Gren          | Kval  | Kval      | Final            | Final            |
| Idrottare      | Gren          | Längd | Placering | Längd            | Placering        |
| -------------- | ------------- | ----- | --------- | ---------------- | ---------------- |
| Murray Cheater | Släggkastning | 67.38 | 16        | Gick inte vidare | Gick inte vidare |

## Kanotsport
Nya Zeeland hade fyra deltagare i kanotsport i fyra olika grenar.
| Kanotist               | Gren                | Heat    | Heat      | Semifinal        | Semifinal        | Final            | Final            |
| Kanotist               | Gren                | Tid     | Placering | Tid              | Placering        | Tid              | Placering        |
| ---------------------- | ------------------- | ------- | --------- | ---------------- | ---------------- | ---------------- | ---------------- |
| Ian Ferguson           | Herrarnas K1 500 m  | 1:59.18 | 4         | Gick inte vidare | Gick inte vidare | Gick inte vidare | Gick inte vidare |
| Don Cooper             | Herrarnas K1 1000 m | 4:04.29 | 4         | 3:53.21          | 4                | Gick inte vidare | Gick inte vidare |
| Rod Gavin John Leonard | Herrarnas K2 500 m  | 1:47.03 | 5         | 1:45.61          | 6                | Gick inte vidare | Gick inte vidare |
| Rod Gavin John Leonard | Herrarnas K2 1000 m | 3:37.09 | 5         | Gick inte vidare | Gick inte vidare | Gick inte vidare | Gick inte vidare |

## Segling
Finnjolle
- Jonty Farmer

470
- Brett Bennett & Mark Paterson

Soling
- Chris Urry & Gavin Bornholdt & Hugh Poole

Flying Dutchman
- Jock Bilger & Murray Ross

## Simhopp
Damernas 3 m
- Rebecca Ewert

## Tyngdlyftning
Tre tyngdlyftare i tre viktklasser tävlade för Nya Zeeland i sommarspelen 1976.
| Tävlande      | Viktklass | Ryck  | Stöt  | Total | Placering |
| ------------- | --------- | ----- | ----- | ----- | --------- |
| Philip Sue    | 67,5 kg   | 0     | i.u.  | 0     | DNF       |
| Brian Marsden | 90 kg     | 137,5 | 185,0 | 322,5 | 11        |
| Rory Barrett  | 110 kg    | 150,0 | 192,5 | 342,5 | 15        |